# Sinitta
Sinitta, nata Sinitta Renay Malone (Seattle, 19 ottobre 1963), è una cantante e personaggio televisivo statunitense naturalizzata britannica.

## Biografia
Figlia di Miquel Brown, che l'aveva partorita a soli 14 anni con la gemella Greta, ha ottenuto successo nella seconda metà degli anni '80 con brani come So Macho, Toy Boy, Cross My Broken Heart e Right Back Where We Started From. In televisione è apparsa in The X Factor, I'm a Celebrity... Get Me Out of Here! e The Jump.

## Discografia

### Singoli
- 1983 – Break Me Into Little Pieces (with Hot Gossip)
- 1983 – Don't Beat Around the Bush (with Hot Gossip)
- 1983 – I Could Be (UK #192)
- 1983 – Never Too Late (UK #119)
- 1984 – Cruising (UK #112)
- 1986 – So Macho! (UK #2)
- 1986 – Feels Like the First Time (UK #45)
- 1987 – Toy Boy (UK #4)
- 1987 – GTO (UK #15)
- 1988 – Cross My Broken Heart (UK #6)
- 1988 – I Don't Believe in Miracles (UK #22)
- 1989 – Right Back Where We Started From (UK #4)
- 1989 – Love on a Mountain Top (UK #20)
- 1989 – Lay Me Down Easy (UK #88)
- 1990 – Hitchin' a Ride (UK #24)
- 1990 – Love and Affection (UK #62)
- 1992 – Shame Shame Shame (UK #28)
- 1993 – The Supreme EP (UK #49)
- 1993 – Aquarius (UK #82)
- 2014 – So Many Men So Little Time
- 2015 – Touch Me (All Night Long)
- 2016 – Girlfriend
- 2018 – Shine with Pride
- 2020 – Paradise
- 2021 – Can You Feel It (con Junior e Kym Mazelle)
- 2021 – I Won't Be Lonely This Christmas

### Album
- 1987 - Sinitta! (UK #34)
- 1989 - Wicked (UK #52)
- 1995 - Naughty Naughty

### Raccolte
- 1989: Special
- 1990: Dance Mix! (Japan)
- 1998: The Best of Sinitta
- 1999: The Best Of
- 1999: The Very Best Of...
- 2005: Toy Boy
- 2008: Sinitta and Friends - 80's Divas
- 2009: The Hits + Collection 86-09 - Right Back Where We Started From
- 2010: The Greatest Hits + Bonus hits DVD!